# Acrophtalmia chione
Acrophtalmia chione är en fjärilsart som beskrevs av Felder 1867. Acrophtalmia chione ingår i släktet Acrophtalmia och familjen praktfjärilar. Inga underarter finns listade i Catalogue of Life.